# Червоное (Белопольский район)
Червоное (укр. Червоне) — село,
Кальченковский сельский совет,
Белопольский район,
Сумская область,
Украина.
Код КОАТУУ — 5920683904. Население по переписи 2001 года составляло 252 человека.

## Географическое положение
Село Червоное находится у истоков реки Вижлица,
ниже по течению на расстоянии в 2,5 км расположено село Кошарское (Бурынский район).
Река в этом месте пересыхает, на ней сделано несколько запруд.
На расстоянии в 1,5 км расположено село Крыжик.
Рядом проходит автомобильная дорога Т-1917.

## Происхождение названия
В некоторых документах село называют Червонное.